# Рет (Сейшельські острови)
Рет — невеликий острівець в Індійському океані, з архіпелагу Сейшельські острови.
Розташований за 600 м на схід від острова Мае та за 1,3 км від іншого сусіднього острова Анонім. Острів Рет має майже круглу форму, його довжина становить 88 м, ширина — 93 м. Являє собою гранітну скелю, на якій росте декілька невисоких кущів.